# Законное платёжное средство
Законное платёжное средство — имущество (в форме предмета, обязательства, права, чаще всего это национальные деньги), обязательное по законодательству к приёму для любых (в отдельных странах — только долговых и публичных) платежей. Например, в России, согласно статье 140 Гражданского кодекса РФ, рубль обязателен к приёму на всей территории Российской Федерации. Однако во многих странах (Австралия, Великобритания, Канада, США, Китай, страны Еврозоны и др.) законодательство обязывает принимать законное платёжное средство только к оплате долгов и налогов, но не товаров или услуг.
В практическом смысле это банкноты, монеты и безналичные средства в национальной валюте, действующие на территории данного государства. Положения по бухгалтерскому учёту также обязуют предприятия учитывать активы и пассивы в национальной валюте. В некоторых странах существуют ограничения на обязательное к приёму количество монет. Так, в Австралии никто не обязан принимать монеты от 5 до 50 центов, если сумма платежа превышает 5 долларов.
Есть ряд государств, не имеющих своей национальной валюты. Помимо государств, где используется единая валюта валютной зоны (евро, западноафриканский франк, центральноафриканский франк, восточнокарибский доллар), в некоторых государствах законным платёжным средством служит валюта другого государства (например, в Эквадоре, Сальвадоре, Панаме и Палау — доллар США). В Эквадоре, Панаме и Восточном Тиморе есть свои монеты, но нет банкнот, вместо них используется доллар США. В Зимбабве законным платёжным средством служат доллар США и ещё семь других валют.

## ВРоссии
В настоящее время законным платёжным средством на территории РФ являются банкноты и монеты Банка России образца 1997 года (и их более поздние модификации), выпущенная в 2006 году банкнота в пять тысяч рублей, банкноты Банка России образца 2017 года, все памятные и инвестиционные монеты (из драгоценных металлов), выпущенные Банком России в обращение после 1 января 1998 года, а также золотые монеты 1975—1982 годов выпуска и серебряная монета номиналом 3 рубля 1995 года «Соболь».